# Jívoví
Jívoví là một làng thuộc huyện Žďár nad Sázavou, vùng Vysočina, Cộng hòa Séc.